# 大須賀町
大須賀町（おおすかちょう）は、かつて静岡県小笠郡に属していた町。
2005年（平成17年）4月1日、掛川市や大東町と合併し、新たに掛川市が成立した。現在の掛川市の南西部に相当する。

## 地理
静岡県の遠州地方東部に位置していた。南は遠州灘に接していた。北側には小笠山があった。

### 隣接する自治体
大須賀町消滅時に隣接していた自治体
- 袋井市
- 小笠郡：大東町
- 磐田郡：浅羽町

## 歴史
- 1956年（昭和31年） - 横須賀町と大淵村が合併し、大須賀町が成立。
- 1956年（昭和31年） - 笠原村の一部を編入。
- 2005年（平成17年） - 掛川市や大東町と合併し、改めて掛川市が成立。

## 経済
- 緑茶
- メロン
- いちご

## 姉妹都市・提携都市
- コーニング（ニューヨーク州）

## 教育

### 小学校
- 大須賀町立横須賀小学校
- 大須賀町立大渕小学校

### 中学校
- 大須賀町立大須賀中学校

### 高等学校
- 静岡県立横須賀高等学校

## 町内の大字
2005年（平成17年）時点での大字は以下の通りである。
- 大渕[1]
- 沖之須[1]
- 西大渕[2]
- 山崎[3]
- 横須賀[3]

## 交通

### 鉄道
- 静岡鉄道駿遠線（開業当時は中遠鉄道）
  - 1914年（大正3年）開業。1967年（昭和42年）8月廃線。
    - 石津駅 - 七軒町駅 - 新横須賀駅 - 河原町駅 - 野中駅 - 野賀駅

### 道路
一般国道
国道150号
県道
静岡県道41号袋井大須賀線
静岡県道69号相良大須賀線
静岡県道251号袋井小笠線
静岡県道249号掛川大東大須賀線
静岡県道409号大須賀掛川停車場線

### バス
- 静岡鉄道→しずてつジャストライン
- 遠州鉄道

## 娯楽
- 横須賀座 - 映画館[4]

## 名所・旧跡・観光スポット
- 横須賀城跡
- 三熊野神社（みくまのじんじゃ） - 遠州横須賀三熊野神社大祭を開催
- 御衣黄桜（ぎょいこうざくら）
- 清水邸庭園
- 晴明塚 (掛川市)
- 遠州南部とうもんの里総合案内所

## 出身有名人
- 大島司 - 漫画家
- 吉岡亜衣加 - シンガーソングライター